# Voetbalkampioenschap van Mulde 1929/30
In 1929/30 werd het zevende voetbalkampioenschap van Mulde gespeeld, dat georganiseerd werd door de Midden-Duitse voetbalbond. 
VfL Bitterfeld werd kampioen en plaatste zich voor de Midden-Duitse eindronde. De club versloeg FC Germania 1900 Halberstadt en verloor dan van Dresdner SC.

## Gauliga
| Plaats | Club                        | Wed. | W  | G | V  | Saldo | Ptn.  |
| ------ | --------------------------- | ---- | -- | - | -- | ----- | ----- |
| 1.     | VfL 1911 Bitterfeld         | 18   | 13 | 5 | 0  | 70:20 | 31:5  |
| 2.     | VfB Preußen Greppin 1911    | 18   | 11 | 4 | 3  | 60:31 | 26:10 |
| 3.     | VfR Piesteritz              | 18   | 11 | 4 | 3  | 53:47 | 26:10 |
| 4.     | Holzweißiger SV             | 18   | 8  | 2 | 8  | 56:42 | 18:18 |
| 5.     | SpVgg 1907 Wittenberg       | 18   | 8  | 2 | 8  | 40:39 | 18:18 |
| 6.     | VfB Zscherndorf             | 18   | 6  | 3 | 9  | 40:45 | 15:21 |
| 7.     | FC Viktoria 1907 Wittenberg | 18   | 7  | 1 | 10 | 39:55 | 15:21 |
| 8.     | VfL 1915 Wolfen             | 18   | 5  | 2 | 11 | 38:42 | 12:24 |
| 9.     | BC Union 1911 Sandersdorf   | 18   | 4  | 4 | 10 | 35:54 | 12:24 |
| 10.    | TV Friesen 1908 Bitterfeld  | 18   | 3  | 1 | 14 | 26:82 | 7:29  |

|  | Kampioen, geplaatst voor Midden-Duitse eindronde |
|  | Degradatie                                       |